# Тавшантепе (станція метро)
40°52′56″ пн. ш. 29°14′50″ сх. д. / 40.8822° пн. ш. 29.2473° сх. д.
Тавшантепе́ (тур. Tavşantepe) — кінцева станція лінії М4 Стамбульського метро. Відкрита 10 жовтня 2016 року у черзі Картал — Тавшантепе.
Конструкція — станція мілкого закладення споруджено новоавстрійським методом, має острівну платформу та дві колії.
Розташована під автострадою D.100, у кварталі Догу, Пендік
Пересадки:Автобуси:16KH, 17K, 17P, 130, 130A, 130E, 130Ş, 132F, 132T, 132Y, 500T, E-9, KM2, KM10, KM11, KM12, KM13, KM14, KM23, KM24, KM29
 Маршрутки: Гарем — Гебзе